# Баркалова, Людмила Валиевна
Людмила Валиевна Баркалова (до замужества Хазиева; 3 ноября 1947, Харьков — 26 августа 2018, Киев) — советская пловчиха, трёхкратная чемпионка СССР, призёр чемпионата Европы (1966). Мастер спорта СССР международного класса (1966).

## Биография
Родилась 3 ноября 1947 года в Харькове. Начала заниматься плаванием в возрасте 11 лет под руководством Александра Кожуха.
В середине 1960-х годов трижды становилась чемпионкой СССР в комплексном плавании на 200 (1966) и 400 метров (1966), а также в эстафете 4×100 метров вольным стилем (1967). В 1966 году на чемпионате Европы в Утрехте завоевала бронзовую медаль в комплексном плавании на дистанции 400 метров.
В 1968 году вышла замуж за известного советского ватерполиста Алексея Баркалова и завершила свою спортивную карьеру. В дальнейшем вместе с мужем переехала в Киев, работала главным врачом Центра здоровья Голосеевского района, была вице-президентом федерации водного поло Украины.
Умерла 26 августа 2018 года. Похоронена на Байковом кладбище в Киеве.